# Lensia cordata
Lensia cordata är en nässeldjursart som beskrevs av Totton 1965. Lensia cordata ingår i släktet Lensia och familjen Diphyidae.
Artens utbredningsområde är Indiska oceanen. Inga underarter finns listade i Catalogue of Life.